# Sabotage du train de munitions de Laluque
Pendant la Seconde Guerre mondiale
Le sabotage du train de munitions de Laluque est une opération de la Résistance française. 
Le 27 juillet 1944, Henri Ferrand, résistant, membre du groupe de résistants de Pontonx, fait exploser en gare de Laluque un train de munitions à destination des troupes de la Wehrmacht installées à Rennes.
Privées d'une partie de leurs munitions, les troupes allemandes ne purent maintenir leur occupation des territoires bretons et normands face à l'avancée des troupes alliées. 
Cet acte de résistance compte parmi les actes les plus déterminants de la libération de Rennes et de la bataille de Normandie.

## Contexte
Dès 1942, l'organisation Todt entame l'édification du Mur de l'Atlantique de la frontière hispano-française jusqu'au nord de la Norvège. 
Afin d'approvisionner les unités en munitions, l'Allemagne installe dans la forêt de Taller le deuxième plus grand dépôt d'armements et de munitions de la guerre en France. Le dépôt, construit au lieu-dit des Trois Parcs à Taller, s'étend sur 2 km le long de la route départementale de Laluque à Taller (D42) et sur près de 200 m de chaque côté de la route, et est relié à la ligne ferroviaire Laluque-St-Girons. Il rassemble de nombreuses pièces d’artillerie de marine, des canons allemands de différents calibres, des canons français dont des canons de 75 mm modèle 1924, des fusils et de très grandes quantités de poudre. Pour la Wehrmacht, ce dépôt est d'une importance capitale. Avec l'aide du résistant Darricaut, la Résistance réussit à prendre la mesure de cette énorme accumulation de munitions,.
Dès mai 1944, le groupe de résistance de l’Armée secrète de Pontonx, dirigé par Robert Labeyrie, reçoit l'ordre du chef départemental des FFI, Léonce Dussarrat (utilisant le pseudonyme Léon des Landes), de saboter les voies ferrées, les routes nationales, les câbles téléphoniques et les installations électriques afin d'empêcher les troupes de la Wehrmacht de communiquer et de rejoindre la Normandie, lieu du débarquement des troupes alliées,.
À la suite du débarquement en Normandie des troupes alliées le 6 juin 1944, dans la nuit entre le 8 et 9 juin, les résistants landais sabotent plusieurs pylônes et caténaires des voies ferrées, dont cinq pylônes d'une ligne électrique de 10 000 volts à Laluque  tombés sur la voie ferrée Bordeaux-Bayonne.
Après la percée d'Avranches par les troupes du général Patton, les armées alliées se heurtent à une nouvelle résistance des Allemands. Le 9 juillet, l'état-major allemand réclame de l'armement et des munitions pour ses troupes défendant la région de Rennes. Il décide d'acheminer un stock d'armement du dépôt de Taller depuis la gare de Laluque vers Rennes.

## La constitution du train
Henri Ferrand, instituteur de 24 ans, est classé inapte pour le STO en Allemagne grâce à un certificat médical de complaisance, et interdit d’exercer son métier d’instituteur. Il est requis par le service du travail pour travailler en France et est affecté au dépôt SNCF de Laluque comme auxiliaire dans l'équipe d'entretien de la voie ferrée.  
Résistant depuis octobre 1943 dans le réseau de Pontonx, il fait le relevé des installations de Taller et de Laluque, et transmet les plans au réseau de renseignement Dominique d'Alger. Aucune action de destruction n'est entreprise par les Alliés. Il surveille les mouvements des trains lorsqu'arrivent des wagons de munitions en provenance du dépôt de Taller. Il en rend compte jour après jour à Robert Labeyrie, chef des résistants de Pontonx. Celui-ci réfrène l'impatience de ses troupes, sachant que le train devait comporter entre 80 et 100 wagons. Il interdit tout sabotage tant que le train n'atteint pas au moins 70 wagons. Les instructions furent respectées. Henri Ferrand l'informe qu'il allait assurer seul le sabotage,,. 
La constitution de cet énorme train débute le 24 juillet 1944. Les autorités allemandes demandent à la VFL la mise à disposition supplémentaire de quarante-cinq wagons couverts pour la formation d'un train spécial contenant des vivres, des vêtements, des armes et des munitions à destination de Rennes, acheminé depuis la gare de Laluque. Les wagons sont conduits et chargés au dépôt d'armes de Taller, puis acheminés au centre de triage de la gare de Laluque.  
Les voies de garages de la ligne Taller-Laluque ne pouvant contenir que dix-huit wagons, un accord est convenu avec le chef de la surveillance allemande de la Reichbahn basé en gare de Dax : les wagons vides et chargés seraient acheminés à raison d'une quinzaine par jour. Le convoi en formation est surveillé par une vingtaine de soldats allemands. 
Vers 17 heures, le 27 juillet, trente-deux wagons chargés de munitions se trouvent en gare de Laluque et sont mitraillés par deux avions anglais, sans dommages. Le départ du train initialement prévu avec 94 wagons, est annoncé pour le 27 juillet, à 21 heures,.

## Déroulement du sabotage
Comme chaque jour depuis le 24 juillet, Henri Ferrand se rend à la gare à 18 heures. Il est en tenue de travail : veste foncé, pantalon kaki, chapeau (un feutre), comme tous ceux qui travaillent sur les voies. Les groupes de résistance de Pontonx et de Dax lui ont procuré deux pains de plastic et deux crayons détonateurs à retardement de deux heures, qu’il range dans une musette,,.
La gare et ses abords sont surveillés par une vingtaine d'Allemands ; le train de munitions, stationné sur la voie de garage no 9, est gardé par plusieurs sentinelles. À ce moment, le train compte 81 wagons. Arrivé sur place, Henri Ferrand se cache dans les toilettes de la gare pour armer ses deux bombes ; puis, il se mêle à la foule des passagers sur le quai ; il patiente une demi-heure, avant qu'une sentinelle ne se déplace vers la queue du train ; il traverse les voies de garage et gagne le train. Là, il parvient à introduire un pain de plastic dans le vasistas ouvert du deuxième wagon, transportant de la poudre, puis la seconde bombe dans le septième wagon. 
Il s'écarte du train quand, devant lui, trois soldats allemands avancent vers lui en discutant ; il fait semblant de chercher quelque chose par terre, gagne ainsi cinquante mètres ; comme une sentinelle le regarde, il simule un besoin pressant sur un pylône. Il finit par s'enfuir en se mêlant au flot de voyageurs, et repart chez lui, où il se change et enterre ses habits (sa maison a été perquisitionnée deux fois). Il se rend en vélo à Pontonx, au Café des Arènes, tenu par Hélène qui devient sa femme à la Libération,,.

## Résultat
La première explosion intervient en avance à 19h35. L'incendie se propage à l'ensemble du train, allumant une série d'explosions qui se termine à 1h du matin. L'explosion fut entendue au-delà de Mont de Marsan,,.
Les dégâts sont considérables : 500 m de voies sont inutilisables ; quatre voies de garage sont arrachées ; toutes les caténaires sont détruites ; la salle d’attente entre la voie principale et la voie de garage est complètement calcinée ; les dépôts de bois en bordure de la voie de garage ont brûlé ; un wagon-tombereau et une voiture voyageur (no ABDf 8) sont détruits.
La gare de Laluque a souffert : les portes de la salle d’attente principale ont été arrachées de leurs gonds, les vitres ont été brisées, les cloisons se sont écroulées, la façade sud et la toiture portent des traces d’éclats. Sur le quai de la gare, certaines valises appartenant à des voyageurs ont été incendiées et des volailles carbonisées. La baraque en bois où logeaient les garde-voies ainsi que les soldats allemands a été entièrement détruite. Plusieurs maisons du quartier de la gare ont été endommagées, dont la maison d'Henri Ferrand à 150 mètres de là : un morceau de rail est venu se planter dans le mur. Il n'y eut aucune victime,,,.
En ce qui concerne le train, 21 wagons de munitions sont entièrement détruits, et 48 autres sont incendiés. 12 wagons échappent au désastre, et sont détachés d’une locomotive qui venait de quitter le dépôt de Taller avec les 13 derniers wagons destinés à compléter le train. Les cheminots reçurent l'ordre d'un officier allemand, sous la menace d'un revolver, d'aller avec la locomotive dégager les wagons de munitions qui n'avaient pas encore pris feu. Ils étaient menacés de mort s'ils n'obéissaient pas immédiatement,,,.
Vers minuit, le tocsin sonne à Pontonx : l’explosion a provoqué un incendie qui s'est étendu à la forêt. Henri Ferrand rejoint le groupe de lutte contre le feu. Afin de ne pas éveiller les soupçons de la Gestapo, il retourne travailler à la gare et participe à la réparation des voies. La population, interrogée par la Gestapo, affirme que l’explosion a été provoquée par les deux avions anglais qui avaient mitraillé les wagons vers 17h,,.
Seules les voies principales furent remises en état après une semaine de travaux, le trafic fut interrompu pendant une quinzaine de jours.
Radio Londres annonça la destruction du train de munitions le 30 juillet. Ce sabotage a empêché l’artillerie allemande de Rennes de recevoir les munitions qu’elle attendait. Il a permis au général Patton d’atteindre la ville le 4 août 1944. Ce dernier écrivit dans ses Cahiers de guerre : « La destruction du train de Laluque a provoqué avec le maximum d'opportunité l'asphyxie de l'artillerie allemande qui ne put s'opposer au franchissement de la Sélune par 100 000 hommes et 15 000 véhicules de l'armée américaine ». Churchill dit qu’il s’agissait là de « l’un des sabotages les plus spectaculaires de l’été 44 »,,,.

## Les sabotages d'août
Vers début août, Léon des Landes apprend que les Allemands prévoient une nouvelle fois l'enlèvement d'une grande partie de leurs munitions entreposées à Taller. Il donne l'ordre de saboter la petite ligne qui relie Taller à Laluque.
Le 10 août, Henri Ferran, accompagné par ses camarades Laval et Nogaro, déboulonnent un rail et font dérailler l'ensemble du train qui achemine les wagons entre Taller et Laluque. Les dégats sont mineurs : le train est remis sur rails et ne fonctionne qu'à faible vitesse.
Laval revient le 12 août et place un explosif dans la chaudière de la locomotive. Celle-ci est hors service. Les Allemands réquisitionnent deux camions pour transporter les munitions en gare de Laluque. La résistance sabote le nouveau train de munitions le 17 août. Quatorze wagons déraillent, cent cinquante mètres de voie sont détériorées, caténaires et fils compris. Le 20 août, un train composé d'une locomotive grue et de neuf wagons est immobilisé : trois wagons ont déraillé, les rails et les fils sont coupés. Les Allemands finissent par faire sauter le dépôt de Taller,,.

## Commémoration
En 2008, une plaque commémorative en relief en bronze est réalisé par le sculpteur Alain Huth. Inaugurée le 24 mai 2008 sur la place de l'église, l'œuvre commémore Henri Ferrand (1920-1992), résistant et instituteur. L'école de Laluque porte son nom.

  Un odonyme local (Place du 27-Juillet-1944 ) rappelle cet événement.

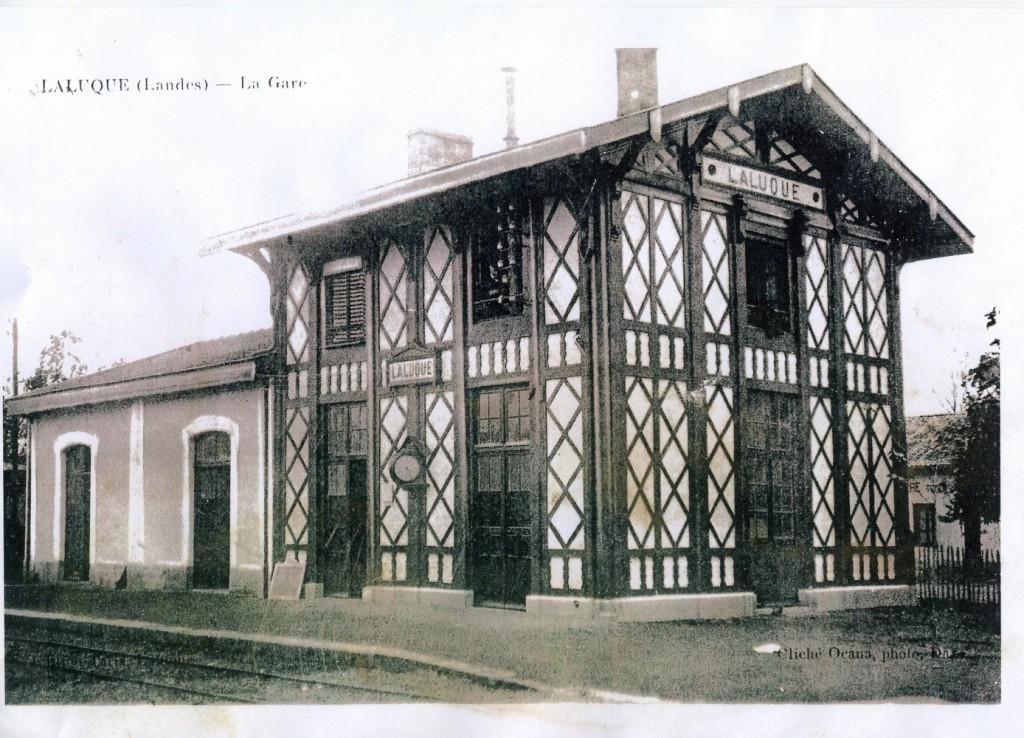
Gare de Laluque en 1907
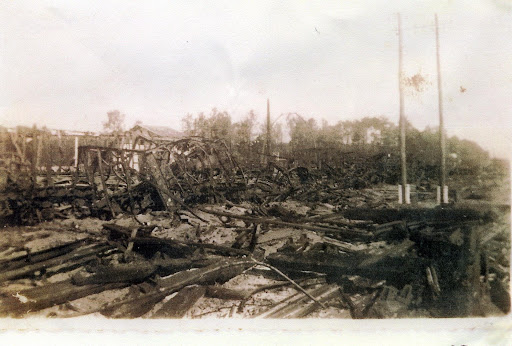
Dégât du sabotage du train en 1944
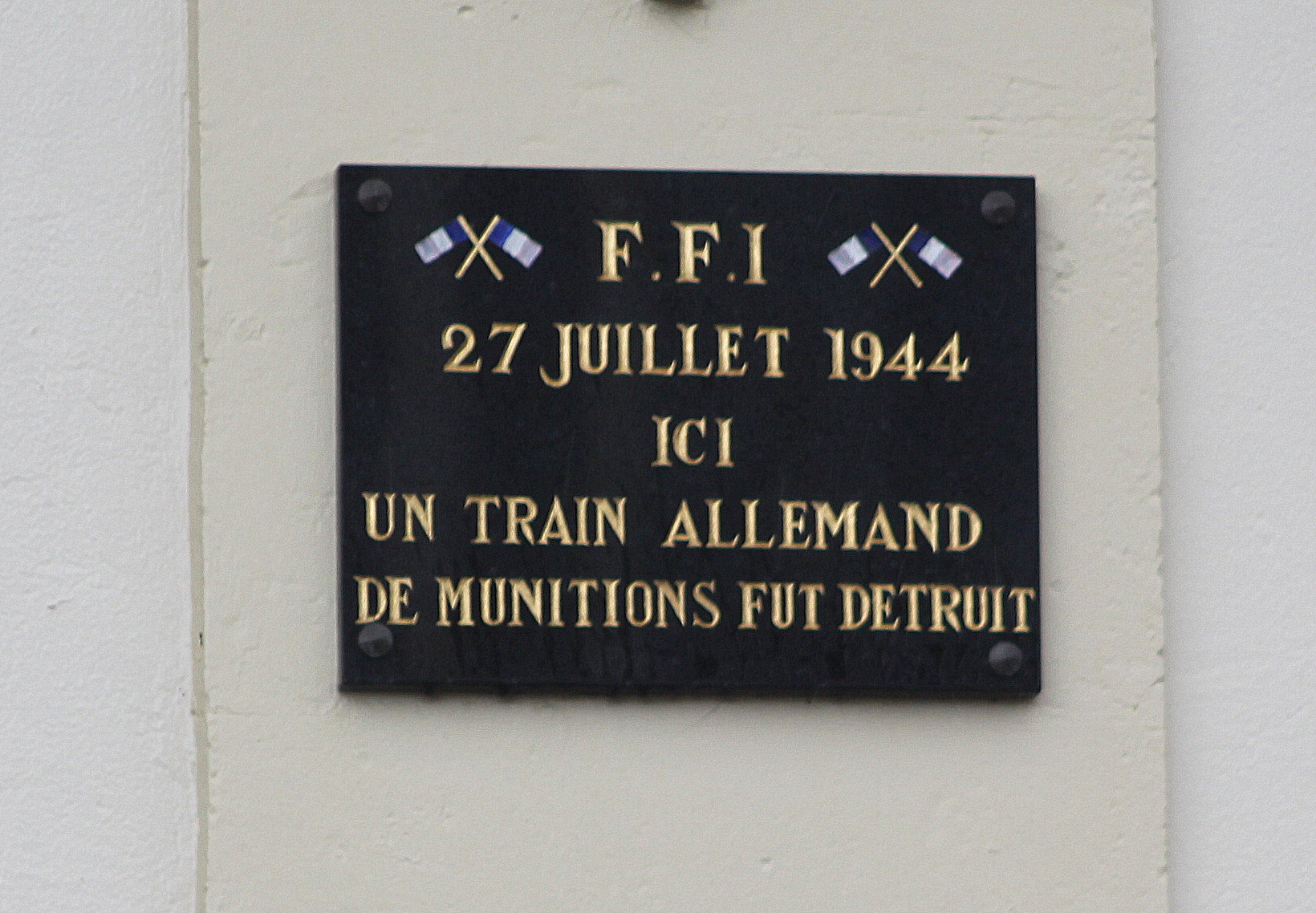
Plaque commémorative apposée sur la gare.
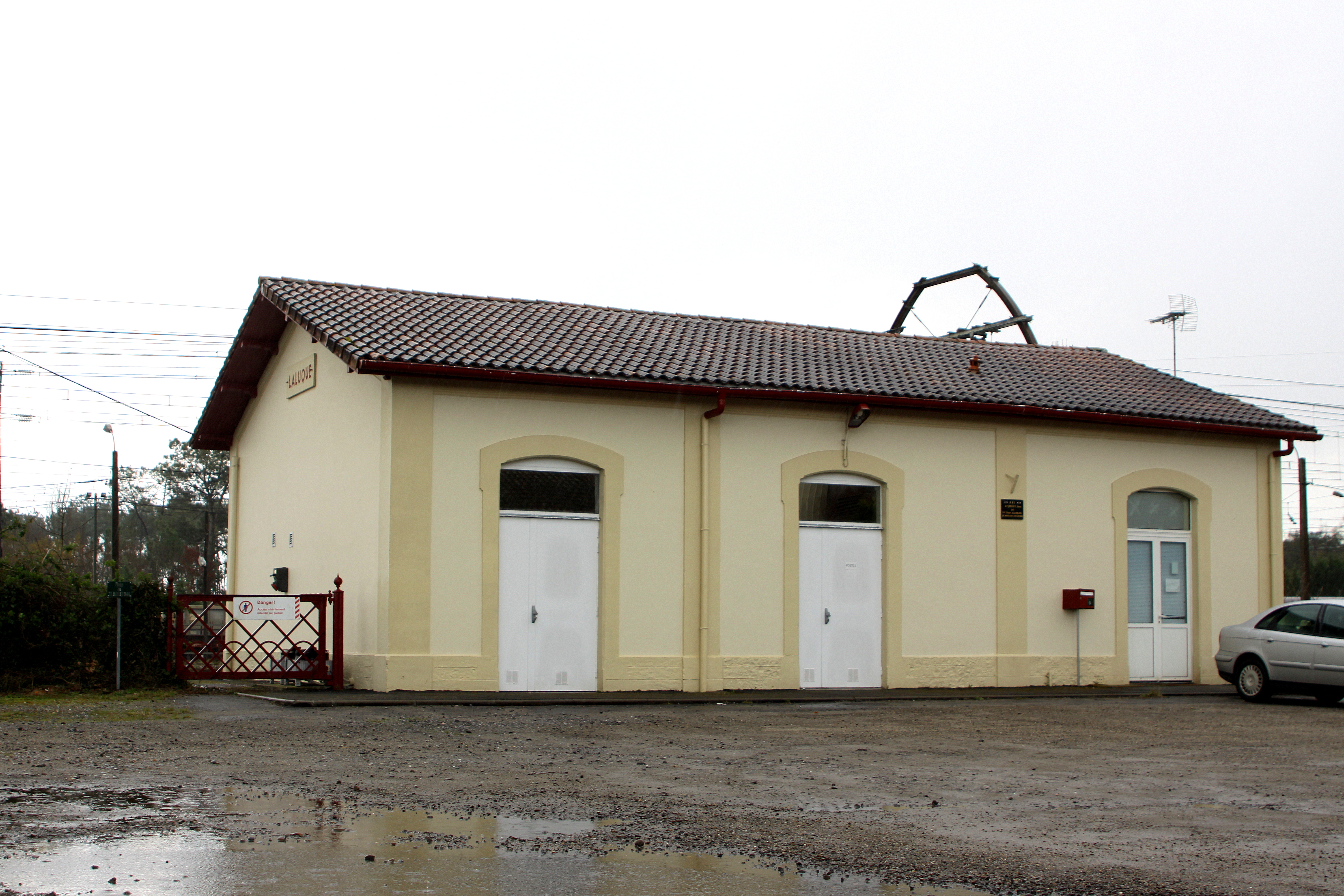
Gare de Laluque en 2013
Plaque commémorative apposée sur l'école de Laluque. Henri Ferrand 1920-1992